# Amstel Gold Race 1976
La 11ª edición de la Amstel Gold Race se disputó el 27 de marzo de 1976 en la provincia de Limburg (Países Bajos). La carrera constó de una longitud total de 230 km, entre Heerlen y Meerssen.
El vencedor final fue el belga Freddy Maertens (Flandria-Velda) fue el vencedor de esta edición al imponerse en solitario en la línea de meta de Heerlen. El holandés Jan Raas (TI-Raleigh-Campagnolo) y el también belga Luc Leman (Miko-De Gribaldy-Superia) fueron segundo y tercero respectivamente. 

## Clasificación final
| Pos. | Ciclista        | Equipo                   | Tiempo     |
| ---- | --------------- | ------------------------ | ---------- |
| 1    | Freddy Maertens | Flandria-Velda           | 5h 53' 08" |
| 2    | Jan Raas        | TI-Raleigh-Campagnolo    | + 4' 29"   |
| 3    | Luc Leman       | Miko-De Gribaldy-Superia | + 5' 19"   |
| 4    | Patrick Béon    | Peugeot-Esso-Michelin    | m. t.      |
| 5    | Hennie Kuiper   | TI-Raleigh-Campagnolo    | m. t.      |
| 6    | Joop Zoetemelk  | Gan-Mercier-Hutchinson   | + 5' 32"   |
| 7    | Roger Swerts    | Molteni-Campagnolo       | + 6' 36"   |
| 8    | Roy Schuiten    | Lejeune-BP               | + 6' 47"   |
| 9    | Frans Verbeeck  | Ijsboerke-Colnago        | m. t.      |
| 10   | Cees Bal        | Molteni-Campagnolo       | m. t.      |